# Schwifting
Schwifting – miejscowość i gmina w Niemczech, w kraju związkowym Bawaria, w rejencji Górna Bawaria, w regionie Monachium, w powiecie Landsberg am Lech, wchodzi w skład wspólnoty administracyjnej Pürgen. Leży około 5 km na wschód od Landsberg am Lech, przy autostradzie A96.

## Demografia
| Rok  | Liczba mieszk. |
| ---- | -------------- |
| 1970 | 578            |
| 1987 | 616            |
| 2000 | 778            |
| 2005 | 843            |

### Struktura wiekowa
Dane o ludności z 31 grudnia 2008:
| Opis                                | Ogółem | Ogółem | Kobiety | Kobiety | Mężczyźni | Mężczyźni |
| ----------------------------------- | ------ | ------ | ------- | ------- | --------- | --------- |
| Jednostka                           | osób   | %      | osób    | %       | osób      | %         |
| Populacja                           | 908    | 100    | 452     | 49,78   | 456       | 50,22     |
| Wiek przedprodukcyjny (0–17 lat)    | 203    | 22,36  | 95      | 10,46   | 108       | 11,89     |
| Wiek produkcyjny (18–65 lat)        | 550    | 60,57  | 270     | 29,74   | 280       | 30,84     |
| Wiek poprodukcyjny (powyżej 65 lat) | 155    | 17,07  | 87      | 9,58    | 68        | 7,49      |

## Polityka
Wójtem gminy jest Richard Schaller z BG, rada gminy składa się z 8 osób.
|      | BG | Razem |
| 2008 | 8  | 8     |
| 2002 | 8  | 8     |